# 2004年夏季残疾人奥林匹克运动会俄罗斯代表团
2004年夏季残疾人奥林匹克运动会俄罗斯代表团是俄罗斯派出的2004年夏季残疾人奥林匹克运动会代表团。获得16枚金牌、8枚银牌和17枚铜牌。